# КК Спартак Приморје
КК Спартак Приморје (рус. Спартак-Приморье) je руски кошаркашки клуб из Владивостока. У сезони 2015/16. такмичи се у Суперлиги Русије.

## Историја
Основани су 4. октобра 1999, и до 2003. су носили име Спартак ВСУЕС. Од 2005. су играли у Руској Суперлиги. 2007. су стекли право играња у ФИБА еврокупу али пошто је ФИБА захтевала од њих да играју утакмице у Москви они су одустали од такмичења.
Након што су у сезони 2008/09. освојили 11 место у регуларном делу, одбили су да играју у доигравању за тимове од 9 до 12 места и тако завршили на 12. месту и пласирали се у нижи ранг. У сезони 2010/11. били су први у другој лиги и вратили се у ПБЛ. У сезони 2011/12. играли су у квалификацијама за ФИБА Еврочеленџ али су поражени од Јенисеја.

## Резултати од 2003. године
| Суперлига Б | Суперлига Б | Суперлига Б | Суперлига А | Суперлига А | Суперлига А | Суперлига А | Суперлига Б | Суперлига Б | ПБЛ     |
| ----------- | ----------- | ----------- | ----------- | ----------- | ----------- | ----------- | ----------- | ----------- | ------- |
|             | 2003/04     | 2004/05     | 2005/06     | 2006/07     | 2007/08     | 2008/09     | 2009/10     | 2010/11     | 2011/12 |
| Место       | 4           | 1           | 9           | 7           | 8           | 12          | 5           | 1           | 7       |

## Познатији играчи
- Павел Громико
- Јевгениј Колесников
- Никола Јестратијевић
- Тори Томас
- Морис Бејли
- Ермин Јазвин